# 조인벽
조인벽(趙仁壁, 1330년 ~1393년)은 고려 말기의 무신으로, 본관은 한양(漢陽)이다. 쌍성총관을 지내며 원나라에 부역한 반역자 조휘의 손자이자 조양기의 아들인 조돈(趙暾)의 장남으로 조돈과 함께 쌍성총관부 탈환에 공을 세웠다.

## 생애

### 쌍성총관부 수복
조인벽의 선조는 원래 고려 사람으로, 용진현(龍津縣)에 세거한 토착사족이다. 조인벽의 증조부인 조휘(趙暉)는 고종(高宗) 무오년(1258년) 정주(定州,정평) 사람 탁청(卓靑)과 모의하여 쌍성(雙城) 등지에서 반란을 일으키고 화주(和州) 이북을 들어 원(元)에 투항한 뒤 쌍성총관부가 설치되자 총관에, 탁청은 천호에 임명되어 대대로 세습하였다. 공민왕(恭愍王) 5년(1356년)에 고려는 원의 지배하에 들게 된 북방의 옛 땅을 수복하고자 밀직부사(密直副使) 유인우(柳仁雨)를 동북면병마사(東北面兵馬使)로 삼고 대호군(大護軍) 공천보(貢天甫), 종부령(宗簿令) 김원봉(金元鳳)을 병마부사로 삼아 강릉도존무사(江陵道存撫使) 이인임(李仁任)과 함께 출정하게 하였다. 이때 제4대 쌍성총관을 맡고 있던 조소생은 조휘의 증손으로 조인벽의 사촌이었다.
유인우가 이끄는 고려군은 군사를 거느리고 철령(鐵嶺)을 지나 쌍성과 200여 리 거리에 있던 등주(登州)에 이르러 열흘 동안을 머물며 전진하지 않았다. 쌍성총관(雙城摠管) 조소생(趙小生)은 조돈의 조카였는데, 변고를 듣고 천호(千戶) 탁도경(卓都卿)과 함께 조돈을 구금해 놓고 있었다. 조돈은 동생 조천주(趙天柱)와 빠져나와 삼기강(三岐江)을 건너서 용진으로 돌아가, 아들 인벽 · 인경(仁瓊) · 인규(仁珪) · 인옥(仁沃)을 데리고 하룻밤에 2백리를 달려 유인우의 진영에 가서 쌍성이 머지않아 함락될 것이라고 전하면서 자신의 아들 인벽을 보내 쌍성 사람들을 회유할 것을 주장하였다. 이에 유인우도 동의하여 조인벽을 지통주사(知通州事) 장천핵(張天翮)과 함께 보내어 쌍성 지역을 회유하게 하였고   곧 이자춘의 병사들도 유인우의 고려군에 합류하여, 고려군은 진군해 쌍성을 함락시켰다.

### 무공을 쌓다
공민왕 10년(1361년) 홍건적이 고려를 침공하였을 때 변안열(邊安烈) 등과 함께 공을 세웠으며 공민왕 21년(1372년) 2월 호발도(胡拔都) · 장해마(張海馬) 등이 와서 이성(泥城) · 강계(江界) 등지를 공격하였을 때 판사로서 출정하여 가주(家州)에서 적을 토벌하였으며 6월에 왜구가 함주(咸州)와 북청주(北靑州)를 노략질하자 만호(萬戶)로써 출정, 병사를 매복시켜서 왜구를 물리치고 70명의 목을 베었다. 이 공으로 봉익대부(奉翊大夫)에 제배하였다. 공민왕 12년(1363년) 김용의 난을 토벌하는데 공을 세웠다.

### 우왕 시절
우왕 원년(1375년) 5월, 앞서 충혜왕의 서자로 안협(安峽)의 백성 백언린(白彦麟)의 집에 숨어 있던 석기(釋器)을 목인길과 함께 왕명으로 체포하였으며, 그 공으로 안장이 딸린 말을 하사받았다.) 8월에는 심왕(瀋王) 탈탈불화와 그 어머니가 고려에서 도주한 김의(金義)와 진봉사(進奉使) 김서(金湑) 등을 거느리고 고려로 오고 있으며 이미 신주(信州)에 이르렀다는 소식을 들은 고려 조정이 이를 막기 위해 고려 북방에 군사를 배치할 때 조인벽은 밀직부사(密直副使)로써 동북면원수(東北面元帥)가 되어 부원수 변안열과 함께 방비하였다.
우왕 3년(1377년) 6월에 왜선 45척이 신주(信州) · 옹진(瓮津) · 문화(文化) 등의 현(縣)을 침략하자 원수(元帥)로서 나세 · 심덕부(沈德符) 등과 함께 공격하였으나, 이기지 못하고 퇴각하였다. 왜구는 또한 신주 · 문화 · 안악(安岳) · 봉주(鳳州)를 침략하였으며, 나세는 고려 조정에 병력 증원을 요청하고 심덕부 · 양백익(梁伯益) · 박보로(朴普老)와 함께 적을 공격하였으나 패하였다.
우왕 4년(1378년) 3월, 찬성사(贊成事) 목인길과 함께 군사를 지휘하여 화포(火炮)를 쏘고 수전(水戰)을 연습하였다.
우왕 5년(1379년) 6월 왜구가 계림(雞林)으로부터 강릉도(江陵道)로 향하고 있다는 소식이 전해지고, 이를 막기 위해 고려 조정은 조인벽을 강릉도원수(江陵道元帥)로, 박수경(朴修敬)을 안동도원수 겸 부윤(安東道元帥 兼 府尹)으로 임명하였다. 우왕 6년(1380년) 4월에는 삼사좌사(三司左使)로써 강릉도상원수(江陵道上元帥)에 임명되었으며 우왕 8년(1382년) 부원수(副元帥) 권현룡(權玄龍)과 함께 왜구와 싸워서 30여 명의 목을 베는 전과를 올렸다.
우왕 9년(1383년) 8월. 문하찬성사(門下贊成事)로서 동북면도체찰사(東北面都體察使)가 되어 변방을 방어하는 임무를 맡았다. 우왕 11년(1385년) 4월 교주도(交州道)를 노략질하는 왜구를 막기 위한 대책으로 4도도지휘사(四道都指揮使)로 임명되었으며 10월에 다시금 교주도원수가 되었다.

### 창왕 시절
우왕이 강화도로 쫓겨난 뒤 우왕의 아들 창왕이 즉위하였고, 그 해(1388년), 7월 기묘에는 도당(都堂)에서 우왕의 생일이라 하여 삼사좌사(三司左使) 조인벽 · 동지밀직(同知密直) 구성로(具成老)를 우왕이 있는 강화로 보내어 우왕에게 의복을 바쳤다. 9월에 우왕은 강화에서 여흥군(驪興郡)으로 옮겨졌는데, 강화에서 육지로 나온 우왕을 삼사좌사(三司左使) 조인벽, 찬성사(贊成事) 지용기(池湧奇), 동지밀직(同知密直) 우홍수(禹洪壽), 밀직부사(密直副使) 유준(柳濬) 등이 통진(通津)에서 접대하였다. 그리고 얼마 뒤에 창왕은 우왕과 함께 왕씨가 아닌 신돈의 핏줄이라 하여 폐위되고 죽임을 당하였다.

### 공양왕 시절
공양왕 원년(1389년) 11월 16일 경진에 판의덕부사(判懿德府事)가 되었으며, 이듬해 4월 9일 임인에 회군공신으로 녹훈·포상될 때는 이미 고인이었다.

### 사후
조선이 개창된 뒤인 조선 태조 2년(1393년) 7월 22일 을축, 회군공신에 대한 책록에서 고 검교시중 변안열, 판삼사사 왕안덕과 지용기, 완산군 이원계, 문하평리 정지, 충주절제사 최공철 등과 함께 2등 공신에 정해졌다.
시호는 양렬(襄烈)이다.

## 가족 관계
- 증조 : 조휘(趙暉) - 초대 쌍성총관(雙城摠管) 부역
- 조부 : 조양기(趙良琪, 1269년 ~ ?) - 제2대 쌍성총관 부역
- 백부 : 조림 - 제3대 쌍성총관 부역
  - 종형제 : 조소생 - 제4대 쌍성총관 부역
- 부 : 조돈(趙暾, 1308년 ~ 1380년) - 검교밀직부사(檢校密直副使), 용성군(龍城君)
- 모 : 증(贈) 평리(評理) 이홍복(李洪福)의 딸[23]
  - 조인벽
  - 처 : 불명
    - 장남 : 조온(趙溫, 1347년 ~ 1417년) - 의정부찬성사(議政府贊成事), 한천부원군(漢川府院君), 양절공(良節公)

  - 후처 : 정화택주(貞和宅主) - 환조(桓朝) 이자춘(李子春, 1315년 ~ 1361년)의 장녀[24]
    - 차남 : 조연(趙涓, 1374년 ~ 1429년) - 우의정(右議政), 한평부원군(漢平府院君), 양경공(良敬公)
    - 3남 : 조후(趙候, 1377년 ~ 1444년) - 지돈녕부사(知敦寧府事), 안정공(安靖公)
    - 4남 : 조사(趙師, ? ~ 1432년)[25] : 첨지중추원사(僉知中樞院事)
    - 5남 : 조부(趙傅)[25] - 동지돈녕부사(同知敦寧府事)
    - 첫째 사위 : 황길원(黃吉源)[23] - 선공감정(繕工監正)
    - 둘째 사위 : 임맹양(林孟陽, ? ~ 1388년)[25] - 호군(護軍), 임견미(林堅味, ? ~ 1388년)의 조카

  - 동생 : 조인경(趙仁瓊, ? ~ 1422년) - 검교문하찬성사(檢校門下贊成事)
  - 동생 : 조인규(趙仁珪) - 검교판한성부사(檢校判漢城府事)
  - 동생 : 조인옥(趙仁沃, 1347년 ~ 1396년) - 중추원부사(中樞院副使), 한산군(漢山君), 충정공(忠靖公)